# Stanyzja Luhanska
Stanyzja Luhanska (ukrainisch Станиця Луганська; russisch Станица Луганская Staniza Luganskaja) ist eine Siedlung städtischen Typs am Ufer des Siwerskyj Donez in der Oblast Luhansk im Osten der Ukraine mit 13.500 Einwohnern (Stand 2016).
Stanyzja Luhanska ist eine von zwei Ortsgründungen der Donkosaken in der heutigen Ukraine und war bis Juli 2020 das Verwaltungszentrum des Rajons Stanytschno-Luhanske 20 km nordöstlich der Oblasthauptstadt Luhansk.

## Geschichte
Der Ort wurde von den Donkosaken in der zweiten Hälfte des 17. Jahrhunderts gegründet, jedoch im Jahre 1684 von den Tataren zerstört. Im Jahre 1688 wieder aufgebaut, gilt dieses Jahr als offizielles Gründungsdatum. Der Ort hieß zunächst Luhanske, ab 1718 Luhanska und ab 1923 Stanytschno-Luhanske (Станично-Луганське). 2007 erfolgte die Umbenennung auf den heutigen Namen.
Im Jahr 1923 wurde das Dorf das Zentrum des neu gebildeten Rajons Stanytschno-Luhanske in der Oblast Donezk und 1938 erhielt Stanyzja Luhanska den Status einer Siedlung städtischen Typs.
Im Verlauf des Ukrainekrieges besetzten Separatisten den Ort am 18. August 2014. Er wurde am 21. August durch ukrainische Streitkräfte zurückerobert und war seitdem nahe der Frontlinie unter ukrainischer Kontrolle. Zahlreiche Bewohner haben seither die Siedlung verlassen. Am 16. April 2015 wurde das Lenindenkmal im Ort zerstört und abgetragen.

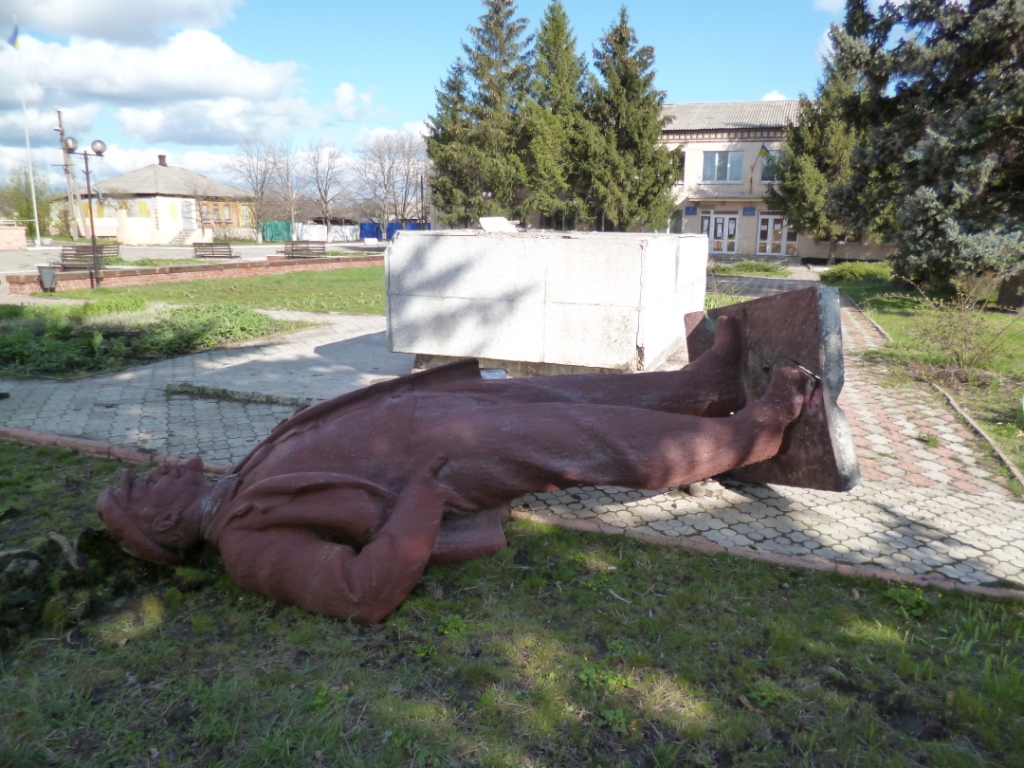
Gestürzte Leninstatue im Ort

Die nächsten Jahre war der Übergang bei Stanyzja Luhanska der Einzige über die Kontaktlinie der regierungsfeindlichen Truppen mit den Regierungstruppen in der Oblast Luhansk. Der Übergang war während der ganzen Zeit nicht fahrzeugtauglich. Rund 200.000 Menschen überquerten ihn monatlich über eine provisorische Holzkonstruktion. Im Jahr 2016 wurde eine Entflechtung der Truppen in der Umgebung der Brücke vereinbart, welche im Juni 2019 auch erfolgte, worauf die ukrainischen Truppen Entminungsarbeiten durchführten.
Am 17. Februar 2022 wurde inmitten des sich zuspitzenden Russland-Ukraine-Konflikts ein Kindergarten in Stanyzja Luhanska bombardiert. Verletzt wurde dabei niemand.
Am Morgen des 24. Februar 2022, dem Beginn des russischen Überfalls auf die Ukraine, drangen russische Einheiten über den Siwerskyj Donez auf ukrainisch kontrolliertes Gebiet und nahmen die Stadt von dort aus ein.

## Verwaltungsgliederung
Am 12. Juni 2020 wurde die Siedlung zum Zentrum der neugegründeten Siedlungsgemeinde Stanyzja Luhanska (Станично-Луганська селищна громада/Stanytschno-Luhanska selyschtschna hromada). Zu dieser zählen auch die 12 in der untenstehenden Tabelle aufgelistetenen Dörfer sowie die Ansiedlung Wilchowe, bis dahin bildete sie die gleichnamige Siedlungsratsgemeinde Stanyzja Luhanska (Станично-Луганська селищна рада/Stanytschno-Luhanska selyschtschna rada) im Süden des Rajons Stanytschno-Luhanske.
Seit dem 17. Juli 2020 ist sie ein Teil des Rajons Schtschastja.
Folgende Orte sind neben dem Hauptort Stanyzja Luhanska Teil der Gemeinde:
| Name                     | Name            | Name                                    |
| ukrainisch transkribiert | ukrainisch      | russisch                                |
| ------------------------ | --------------- | --------------------------------------- |
| Bolotene                 | Болотене        | Болотенное (Bolotennoje)                |
| Juhaniwka                | Юганівка        | Югановка (Juganowka)                    |
| Komyschne                | Комишне         | Камышное (Kamyschnoje)                  |
| Kolesnykiwka             | Колесниківка    | Колесниковка (Kolesnikowka)             |
| Makarowe                 | Макарове        | Макарово (Makarowo)                     |
| Malynowe                 | Малинове        | Малиновое (Malinowoje)                  |
| Nyschnja Wilchowa        | Нижня Вільхова  | Нижняя Ольховая (Nischnjaja Olchowaja)  |
| Plotyna                  | Плотина         | Плотина (Plotina)                       |
| Pschenytschne            | Пшеничне        | Пшеничное (Pschenitschnoje)             |
| Syse                     | Сизе            | Сизое (Sisoje)                          |
| Walujske                 | Валуйське       | Валуйское (Waluiskoje)                  |
| Werchnja Wilchowa        | Верхня Вільхова | Верхняя Ольховая (Werchnjaja Olchowaja) |
| Wilchowe                 | Вільхове        | Ольховое (Olchowoje)                    |

## Bevölkerung
| 1939  | 1959   | 1970   | 1979   | 1989   | 2001   | 2016   |
| ----- | ------ | ------ | ------ | ------ | ------ | ------ |
| 8.903 | 11.947 | 13.735 | 15.018 | 16.168 | 14.440 | 13.534 |

Quelle:

## Söhne und Töchter des Ortes
- Konstantin Rybnikow (1913–2004), sowjetisch-russischer Mathematiker, Wissenschaftshistoriker und Hochschullehrer
- Oleksandr Pjeljeschenko (1994–2024), Gewichtheber